# Armand Dufrénoy

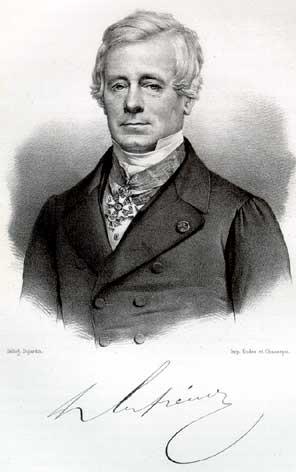
Armand Dufrénoy

Ours-Pierre-Armand Petit-Dufrénoy (Sevran (Seine-Saint-Denis), 5 september 1792 - Parijs, 20 maart 1857) was een Franse geoloog en mineraloog.
Zijn moeder was de dichteres Adélaïde Billet Dufresnoy. Dufrénoy studeerde aan de École Polytechnique tot 1813 en daarna aan de Corps des Mines. Daarna werd hij hoogleraar mineralogie aan de École des Mines. Van 1836 tot 1857 was hij directeur van de laatste school. Hij was daarnaast ook hoogleraar aan de École des Ponts et Chaussées.
Samen met Léonce Élie de Beaumont studeerde hij onder André Brochant de Villiers, die beide studenten meenam op een wetenschappelijke reis naar Engeland en Schotland, om de mijnen van dat land te bestuderen en de technieken, waarmee eerder een geologische kaart van Engeland was gemaakt, eigen te worden. Van 1823 tot 1836 deden de drie geologisch onderzoek in Frankrijk om een geologische kaart van Frankrijk te maken. Daarnaast waren Dufrénoy en Élie de Beaumont van 1836 tot 1841 bezig de begeleidende tekst bij de kaart te schrijven. Publicatie volgde in twee volumes tussen 1841 en 1848, in 1873 zou een derde deel volgen. Samen met Élie de Beaumont publiceerde Dufrénoy verder nog Voyage Métallurgique en Angleterre (1827, over de stand van de metallurgie in Engeland), Mémoires pour servir a une description géologique de la France (vier delen, 1830-1838), en een onderzoek naar vulkanisme in het Centraal Massief (1833).
Dufrénoy schreef ook een rapport over de ijzermijnen van de Oostelijke Pyreneeën (1834) en een handboek over mineralogie (drie delen en een atlas, 1856-1959) waarin behalve chemische en fysische eigenschappen van mineralen ook hun geologische context wordt belicht. Een andere publicatie ging over de vulkanen rond Napels. Dufrénoy was lid van de Académie des Sciences en het Franse Legioen van Eer, hij was inspecteur-generaal van de Franse Staatsmijnen.
Dufrénoy haalde de collectie mineralen van René Just Haüy uit Londen naar Frankrijk, waar hij hem onderbracht in het muséum national d'histoire naturelle, dat onder zijn hoede een van de belangrijkste natuurhistorische musea ter wereld werd.
Het mineraal dufrenoysiet is naar hem genoemd.
- Biblioteca Nacional de España: XX1254558
- Bibliothèque nationale de France: cb13484388z (data)
- CiNii: DA18963715
- Gemeinsame Normdatei: 117660671
- International Standard Name Identifier: 0000 0001 0915 9948
- Library of Congress Control Number: n86812441
- Base Léonore: LH//2127/18
- Nationale Bibliotheek van Tsjechië: mzk2009532955
- Nationale bibliotheek van Australië: 36039632
- Nederlandse Thesaurus van Auteursnamen: 162641982
- Réseau des bibliothèques de Suisse occidentale: 02-A000053493
- Istituto Centrale per il Catalogo Unico: UFIV104971
- Système universitaire de documentation: 067058272
- Trove: 1197295
- Virtual International Authority File: 74003443
- WorldCat: E39PBJtcM3Px8b3DcJmTWbPCwC